# Nederlandse kampioenschappen schaatsen afstanden 2016 - 1500 meter mannen
De 1500 meter mannen op de Nederlandse kampioenschappen schaatsen afstanden 2016 werd gereden op maandag 28 december 2015 in ijsstadion Thialf te Heerenveen. Er namen twintig mannen deel.

## Statistieken

### Uitslag
| Positie | Schaatser          | Categorie | Paar | Baan | Tijd       |
| ------- | ------------------ | --------- | ---- | ---- | ---------- |
| Goud    | Kjeld Nuis         | HSA       | 8    | O    | 1:45.53    |
| Zilver  | Thomas Krol        | HN4       | 9    | I    | 1:46.20    |
| Brons   | Stefan Groothuis   | HSB       | 4    | I    | 1:46.88    |
| 4       | Patrick Roest      | HN1       | 8    | I    | 1:47.46 PB |
| 5       | Lennart Velema     | HN3       | 7    | O    | 1:47.92    |
| 6       | Lucas van Alphen   | HSA       | 7    | I    | 1:47.95    |
| 7       | Jan Blokhuijsen    | HSA       | 9    | O    | 1:48.23    |
| 8       | Sven Kramer        | HSA       | 10   | I    | 1:48.45    |
| 9       | Peter Groen        | HN4       | 6    | O    | 1:48.53 PB |
| 10      | Douwe de Vries     | HSB       | 10   | O    | 1:48.92    |
| 11      | Martijn van Oosten | HN4       | 4    | O    | 1:49.03 PB |
| 12      | Wesly Dijs         | HN1       | 5    | O    | 1:49.11 PB |
| 13      | Jorrit Bergsma     | HSA       | 3    | I    | 1:49.29    |
| 14      | Arjan Stroetinga   | HSB       | 6    | I    | 1:49.47    |
| 15      | Sjoerd de Vries    | HSA       | 3    | O    | 1:50.05    |
| 16      | Thijs Roozen       | HN2       | 2    | I    | 1:51.29    |
| 17      | Kars Jansman       | HN2       | 1    | I    | 1:52.22 PB |
| 18      | Remco Schouten     | HN2       | 1    | O    | 1:53.95    |
| 19      | Mart Bruggink      | HSA       | 2    | O    | 1:56.12    |
| 6       | Marcel Bosker      | HA2       | 5    | I    | DNF        |
| 38      | Pim Schipper       | HSA       | WDR  |      |            |

Bron:

### Loting
| Rit | Binnenbaan       | Buitenbaan         |
| --- | ---------------- | ------------------ |
| 1   | Kars Jansman     | Remco Schouten     |
| 2   | Thijs Roozen     | Mart Bruggink      |
| 3   | Jorrit Bergsma   | Sjoerd de Vries    |
| 4   | Stefan Groothuis | Martijn van Oosten |
| 5   | Marcel Bosker    | Wesly Dijs         |
| 6   | Arjan Stroetinga | Peter Groen        |
| 7   | Lucas van Alphen | Lennart Velema     |
| 8   | Patrick Roest    | Kjeld Nuis         |
| 9   | Thomas Krol      | Jan Blokhuijsen    |
| 10  | Sven Kramer      | Douwe de Vries     |

Referee: Jan Bolt. Starter: Raymond Micka 
 Start: 16:25:00uur Einde: 16:54:49uur
1987 · 
1988 · 
1989 · 
1990 · 
1991 · 
1992 · 
1993 · 
1994 · 
1995 · 
1996 · 
1997 · 
1998 · 
1999 · 
2000 · 
2001 · 
2002 · 
2003 · 
2004 · 
2005 · 
2006 · 
2007 · 
2008 · 
2009 · 
2010 · 
2011 · 
2012 · 
2013 · 
2014 · 
2015 · 
2016 · 
2017 · 
2018 · 
2019 · 
2020 · 
2021 · 
2022 · 
2023 · 
2024 · 
2025